# Episodi di Castlevania (quarta stagione)
La quarta e ultima stagione della serie animata Castlevania è stata interamente pubblicata a livello internazionale il 13 maggio 2021 su Netflix.
| nº (assoluto) | nº (stagione) | Titolo originale           | Titolo italiano           | Pubblicazione  |
| ------------- | ------------- | -------------------------- | ------------------------- | -------------- |
| 23            | 1             | Murder Wakes It Up         | Si innesca con l'omicidio | 13 maggio 2021 |
| 24            | 2             | Having the World           | Avere il mondo            | 13 maggio 2021 |
| 25            | 3             | Walk Away                  | Andiamocene               | 13 maggio 2021 |
| 26            | 4             | You Must Sacrifice         | Dovete sacrificarvi       | 13 maggio 2021 |
| 27            | 5             | Back in the World          | Tornato nel mondo         | 13 maggio 2021 |
| 28            | 6             | You Don't Deserve My Blood | Non meriti il mio sangue  | 13 maggio 2021 |
| 29            | 7             | The Great Work             | La grande opera           | 13 maggio 2021 |
| 30            | 8             | Death Magic                | Magia della morte         | 13 maggio 2021 |
| 31            | 9             | The Endings                | La fine                   | 13 maggio 2021 |
| 32            | 10            | It's Been a Strange Ride   | È stato un viaggio strano | 13 maggio 2021 |

## Si innesca con l'omicidio
- Titolo originale: Murder Wakes It Up
- Diretto da: Sam Deats
- Scritto da: Warren Ellis

### Trama
Sei settimane dopo la battaglia di Lindenfeld, Trevor e Sypha sono esausti dal viaggiare continuamente per la terra, uccidendo creature notturne e cultisti che cercano di resuscitare il conte Dracula; durante queste battaglie vengono a conoscenza di un potente e malvagio spirito elementale chiamato la "Morte", che mangia le anime dei morti. I due arrivano a Târgoviște, dove è iniziata la campagna di Dracula contro l'umanità; esplorando le rovine, Trevor trova un pugnale magico. Una coppia di vampiri di nome Varney e Ratko vegliano sui due, con Varney infastidito dalla loro interferenza. 
Nel frattempo, Alucard, dopo aver aggiunto numerosi cadaveri fuori dal castello di Dracula, incontra un cavallo con un messaggero morto che trasporta una mappa e convoca il villaggio di Danesti, che richiede il suo aiuto. Dopo aver seppellito il cadavere del messaggero.

## Avere il mondo
- Titolo originale: Having the World
- Diretto da: Sam Deats
- Scritto da: Warren Ellis

### Trama
Hector, non più imprigionato e impegnato in una vera relazione con Lenore, tenta di creare un nuovo martello da forgiatore mentre posiziona segretamente pietre magiche nelle mura del castello. Mentre chiede a Carmilla di essere paziente con Hector, Lenore scopre che lei cerca il dominio sul mondo intero, desiderando prendere tutto da coloro che le hanno tolto. Hector finisce il lavoro sul martello. 
Mentre tentano di riposare, Trevor e Sypha cadono in un'imboscata da parte delle creature notturne di Varney e Ratko, ma vengono salvati da Zamfir, il capo guardia della corte sotterranea di Târgoviște. Zamfir desidera reclutare la coppia nella resistenza locale, a condizione che lei e la Corte sotterranea si guadagnino la loro fiducia. Mentre Zamfir insegue Varney e Ratko, Trevor intasca una pietra luminosa sul cadavere di un soldato della resistenza nella speranza che si riveli utile.

## Andiamocene
- Titolo originale: Walk Away
- Diretto da: Sam Deats
- Scritto da: Warren Ellis

### Trama
Le Creature della Notte seppelliscono i cadaveri e ricostruiscono la città del Mago sotto la direzione di Isaac. Flyseyes interroga Isaac sui suoi ordini, il quale spiega che vuole che facciano più di quello per cui erano destinati, decidendo di vivere la propria vita d'ora in poi. Varney contatta Isaac attraverso uno specchio magico e chiede il suo aiuto per resuscitare Dracula, ma viene rifiutato. Nel loro accampamento, Morana e Striga subiscono un'imboscata da parte della gente comune che cerca di scacciarli. Dopo che lei e i suoi soldati hanno ucciso i loro aggressori, Striga si lamenta del fatto che lei e Morana combatteranno e pianificheranno la guerra di Carmilla per sempre, lasciandoli insicuri. Carmilla contatta le sue sorelle e le esorta a tornare a casa. Di ritorno a Târgoviște, Trevor e Sypha assistono a come le persone rimaste sono malnutrite e decidono di indagare sulla città, sperando di guadagnare la fiducia di Zamfir aiutando gli altri al suo posto. Trevor scopre anche che il pugnale magico può essere energizzato dalla pietra luminosa.

## Dovete sacrificarvi
- Titolo originale: You Must Sacrifice
- Diretto da: Sam Deats
- Scritto da: Warren Ellis

### Trama
Mentre Trevor e Sypha discutono della situazione a Târgoviște, Alucard arriva a Danesti e la difende dagli attacchi delle Creature della Notte. Accettando la richiesta della leader del villaggio Greta di fungere da suo protettore, Alucard incontra anche Saint Germain. Nei flashback, viene mostrato Germain mentre incontra la sua amante e con lei mentre fa ricerche sul Corridoio Infinito finché non scompare. All'interno del Corridoio Infinito, Germain incontra un Alchimista che gli dà una chiave del Corridoio in modo che possa trovare la sua amata, a patto che sacrifichi tutto ciò che ha mai avuto, inclusa la sua morale, informandolo anche che l'unico modo per controllare veramente il Corridoio è creare un Rebis; un corpo artificiale che è sia uomo che donna, intriso di due anime. Ritornato sulla Terra, Germain intraprende un percorso oscuro per raccogliere gli oggetti e le informazioni necessari, finché non viene reclutato da Varney per aiutare a resuscitare Dracula, alleandosi con lui e il guerriero vampiro Dragan per orchestrare gli attacchi a Danesti e altri villaggi. Tornando al presente, Germain propone di trasferire il popolo di Danesti nel castello di Dracula per protezione, cosa su cui Alucard è d'accordo.

## Tornato nel mondo
- Titolo originale: Back in the World
- Diretto da: Sam Deats
- Scritto da: Warren Ellis

### Trama
Alucard, Greta e Germain scortano gli abitanti del villaggio fuori da Danesti, ma subiscono un'imboscata da parte delle creature notturne nella foresta, sebbene riescano a ucciderli e condurre le persone al castello. Mentre sta creando Creature della Notte, Lenore informa Hector del piano di Carmilla per dominare il mondo, confessando che Carmilla l'ha usata nello stesso modo in cui Dracula ha usato Hector. Di ritorno a Târgoviște, Sypha esprime indignazione per Zamfir che prende cibo dai cittadini già affamati per nutrire la sua stessa gente. Nonostante le loro differenze, Sypha salva Zamfir da una creatura notturna poiché non possono permettersi di perdere combattenti abili, tuttavia, la creatura pianta di nascosto una pietra magica sulla parte posteriore del collo di Zamfir prima di essere uccisa. Di nuovo nella città del mago, Isaac e le Creature della Notte si muovono per attaccare il castello di Carmilla; Isaac ordina loro di distruggere tutti tranne Hector, che intende uccidersi.

## Non meriti il mio sangue
- Titolo originale: You Don't Deserve My Blood
- Diretto da: Sam Deats
- Scritto da: Warren Ellis

### Trama
La battaglia della Stiria inizia quando Isaac e il suo esercito di creature notturne si scontrano con quello di Carmilla. Lenore cerca di trascinare Hector fuori dal castello, solo per rimanere intrappolata dalla barriera magica di Hector. Isaac incontra di nuovo Hector e si propone di uccidere Lenore, ma decide di risparmiare entrambi dopo aver visto Hector offrire la sua vita per la sicurezza di Lenore. Hector si taglia il dito per rimuovere l'anello legante, mentre Isaac attiva la barriera delle pietre posizionate in precedenza da Hector, intrappolando Carmilla nella sua sala del trono. Isaac travolge Carmilla con le sue creature notturne ma, rifiutandosi di essere uccisa dai suoi nemici, Carmilla si suicida prima che Isaac possa finirla. Morana e Striga si ritirano con le loro forze dopo aver percepito la morte di Carmilla, mentre Hector e Isaac discutono di come entrambi siano stati usati come strumenti di leva. Isaac fonda il proprio regno in Stiria, mentre Hector decide di restare con Lenore. Si scopre anche che Hector ha lavorato segretamente con Saint Germain e Varney per resuscitare Dracula.

## La grande opera
- Titolo originale: The Great Work
- Diretto da: Sam Deats
- Scritto da: Warren Ellis

### Trama
La pietra tracciante piantata su Zamfir consente a Ratko e Varney di scoprire l'ubicazione della Corte sotterranea. Mentre pianificano la loro prossima mossa, Ratko prende in giro Varney definendolo un semplice criminale e non un vampiro "perfetto" come lui, ma Varney suggerisce in modo criptico che non è chi Ratko pensa di essere. Trevor e Sypha finalmente incontrano la Corte sotterranea stessa, solo per scoprire che è composta dai cadaveri in decomposizione della famiglia reale - e che Zamfir, essendosi illusa che i reali stiano semplicemente dormendo, si è preparata per il loro "risveglio" a spese del benessere del suo popolo. Mentre Sypha e Zamfir discutono, Trevor trova altri artefatti magici e si rende conto che vanno tutti insieme. La Corte viene quindi invasa da un'orda di creature notturne guidate da Varney e Ratko. 

## Magia della morte
- Titolo originale: Death Magic
- Diretto da: Sam Deats
- Scritto da: Warren Ellis

### Trama
Trevor, Sypha e Zamfir cercano di difendere i sopravvissuti di Târgoviște. Zamfir si sacrifica per salvare una madre e un figlio da Ratko, che viene successivamente ucciso da Trevor utilizzando una speciale lama a forma di croce che ha preso dalla Corte sotterranea. Nel frattempo, Alucard e Greta guidano i rifugiati in una lotta disperata contro le forze di Dragan, ma alla fine vengono costretti a tornare nel castello di Dracula. Affrontando Germain nella stanza d'infanzia di Alucard, dove Dracula era morto, Alucard e Greta scoprono che Germain sta usando le anime delle persone uccise nella battaglia in corso per aprire il Corridoio Infinito, attraverso il quale resusciterà sia Dracula che Lisa per fondere le loro anime nei Rebis. , il cui potere consentirà a Germain di cercare in sicurezza il suo amante scomparso nel Corridoio, dandogli anche accesso illimitato alle infinite dimensioni del Corridoio. Alucard cerca di fermarlo, ma Germain crea una barriera magica per proteggersi. Di ritorno a Târgoviște, Varney trova uno specchio magico che può teletrasportarlo al castello di Dracula e lo usa per unirsi a Saint Germain. Vedendo Varney fuggire nello specchio, Trevor e Sypha lo inseguono.

## La fine
- Titolo originale: The Endings
- Diretto da: Sam Deats
- Scritto da: Warren Ellis

### Trama
Trevor e Sypha arrivano attraverso lo specchio al castello di Dracula, dove si riuniscono con Alucard e combattono contro gli invasori. Le forze di Dragan portano il Rebis a Germain, mentre Varney gli fornisce le sequenze di forgiatura di Hector per fondere le anime di Dracula e Lisa al suo interno. Mentre Germain prepara il rituale, Varney rivela improvvisamente di essere stato l'alchimista che ha dato a Germain la chiave del Corridoio Infinito, prima di trasformarsi nella sua vera identità; l'antico e malvagio spirito elementale della Morte. Costringendo Germain a partecipare al rituale, la Morte ammette di aver manipolato Germain in modo da scatenare di nuovo un folle Dracula nel mondo, il tutto per banchettare con la morte infinita che provoca. Trevor, Sypha e Alucard uccidono Dragan e i suoi generali, raggiungendo Germain proprio mentre convoca Dracula e Lisa nel Rebis. 
Quando Trevor usa la frusta Stella del Mattino per rompere la barriera magica, un Germain pentito distrae la Morte abbastanza a lungo da permettere a Trevor di distruggere i Rebis con l'acqua santa e la lama a forma di croce, liberando le anime di Dracula e Lisa, anche se l'esplosione risultante danneggia gravemente il castello e ferisce mortalmente Germain. Infuriato, la Morte consuma la chiave del Corridoio Infinito per rafforzarsi. Dopo aver detto a Sypha che la ama, Trevor affronta la Morte da solo. Sebbene gravemente ferito nel combattimento finale, Trevor combina gli artefatti recuperati dalla Corte con il pugnale magico e con esso trafigge la Morte, distruggendolo in una massiccia esplosione che travolge anche Trevor.

## È stato un viaggio strano
- Titolo originale: It's Been a Strange Ride
- Diretto da: Sam Deats, Amanda Sitareh B.
- Scritto da: Warren Ellis

### Trama
Sono passate due settimane da quando Trevor si è apparentemente sacrificato per sconfiggere la Morte. Lenore, disillusa dall'essere un vampiro e non disposta a vivere come prigioniera di Isaac, fa pace con Hector prima di uscire alla luce del sole e permettersi di disintegrarsi. 
Al castello di Dracula, i rifugiati hanno iniziato a stabilire un insediamento permanente sotto la guida di Alucard e Greta, mentre Sypha rivela ad Alucard di essere incinta del figlio di Trevor. Con loro shock, appare all'improvviso un cavallo che trasporta un Trevor ferito ma ancora vivo, che era stato trasportato in salvo attraverso il Corridoio Infinito da Saint Germain poco prima che quest'ultimo morisse. Trevor rivela anche che l'arma che ha usato è stata originariamente creata da un mago diventato fabbro come parte di un patto di omicidio-suicidio "molto unilaterale" con Dio, ecco perché aveva il potere di uccidere la Morte. Riuniti, i tre riflettono su tutto ciò a cui sono sopravvissuti insieme e guardano avanti verso un futuro migliore. 
Nel frattempo, a Londra, viene rivelato che Dracula e Lisa sono stati resuscitati con successo dal rituale e si sono stabiliti in una locanda travestiti da gente comune; sebbene nessuno dei due capisca come o perché il rituale li abbia ripristinati, decidono di rimanere nascosti e permettere al figlio di vivere la propria vita promettendogli di fargli visita un giorno. La serie si conclude con Dracula e Lisa insieme a letto, che giurano di affrontare appieno la loro nuova possibilità di vita per costruire il loro nuovo futuro. 